# Vườn quốc gia Bosque de Fray Jorge
Vườn quốc gia Bosque de Fray Jorge (Tây Ban Nha: Parque Nacional Bosque Fray Jorge) nằm tại Limarí thuộc vùng Coquimbo, Chile. Nó được UNESCO công nhận là một khu dự trữ sinh quyển thế giới vào năm 1977 và được quản lý bởi Tổng công ty Lâm nghiệp Quốc gia.

## Lịch sử
Nơi mà ngày nay là Vườn quốc gia Bosque de Fray Jorge nằm được phát hiện vào năm 1627 bởi một linh mục dòng Fran-xít. Do thiếu gỗ trong khu vực, vì vậy những con la được sử dụng để kéo gỗ. Sau khi tìm được một số lượng gỗ thì một phần tháp chuông của nhà thờ San Francisco ở La Serena đã được xây dựng. Vườn quốc gia này được thành lập vào năm 1941. Năm 1977, nó trở thành một phần của khu dự trữ sinh quyển thế giới của UNESCO.

## Tự nhiên
Vườn quốc gia nằm cách La Serena khoảng 100 km về phía nam và Ovalle khoảng 30 km về phía tây, bên bờ Thái Bình Dương. Nó nằm gần với sa mạc Atacama, trong dãy núi Cordillera de Talinay mà là một phần của dãy núi Ven biển Chile. Về phía nam, vườn quốc gia được bao quanh bởi sông Limarí.
Tuy có diện tích tới 100 km² nhưng chỉ có 4% diện tích được bao phủ bởi rừng. Nó được biết đến như là phần phía bắc của vùng sinh thái Rừng mưa ôn đới Valdivian. Các loài thực vật trên các vách núi dốc được nuôi dưỡng từ độ ẩm của sương mù ven biển khiến các khu rừng vẫn tồn tại được dù nó được bao quanh bởi vùng khí hậu bán khô cằn cây bụi. Lượng mưa trung bình năm tại đây chỉ đạt khoảng 113 mm. Các khu rừng tại đây còn lưu giữ những dấu tích cuối thời kỳ băng hà.
Các loài thực vật đáng chú ý tại đây có loài phụ sinh (Sarmienta scandens và Griselinia scandens), Tiêu Peru, Lithraea caustica, Porlieria chilensis và Olivillo. Động vật chủ yếu là các loài gặm nhấm nhỏ như Degu, Chinchilla và các loài chim như Tinamou Chile, Sturnella loyca.